# باب الرحمة

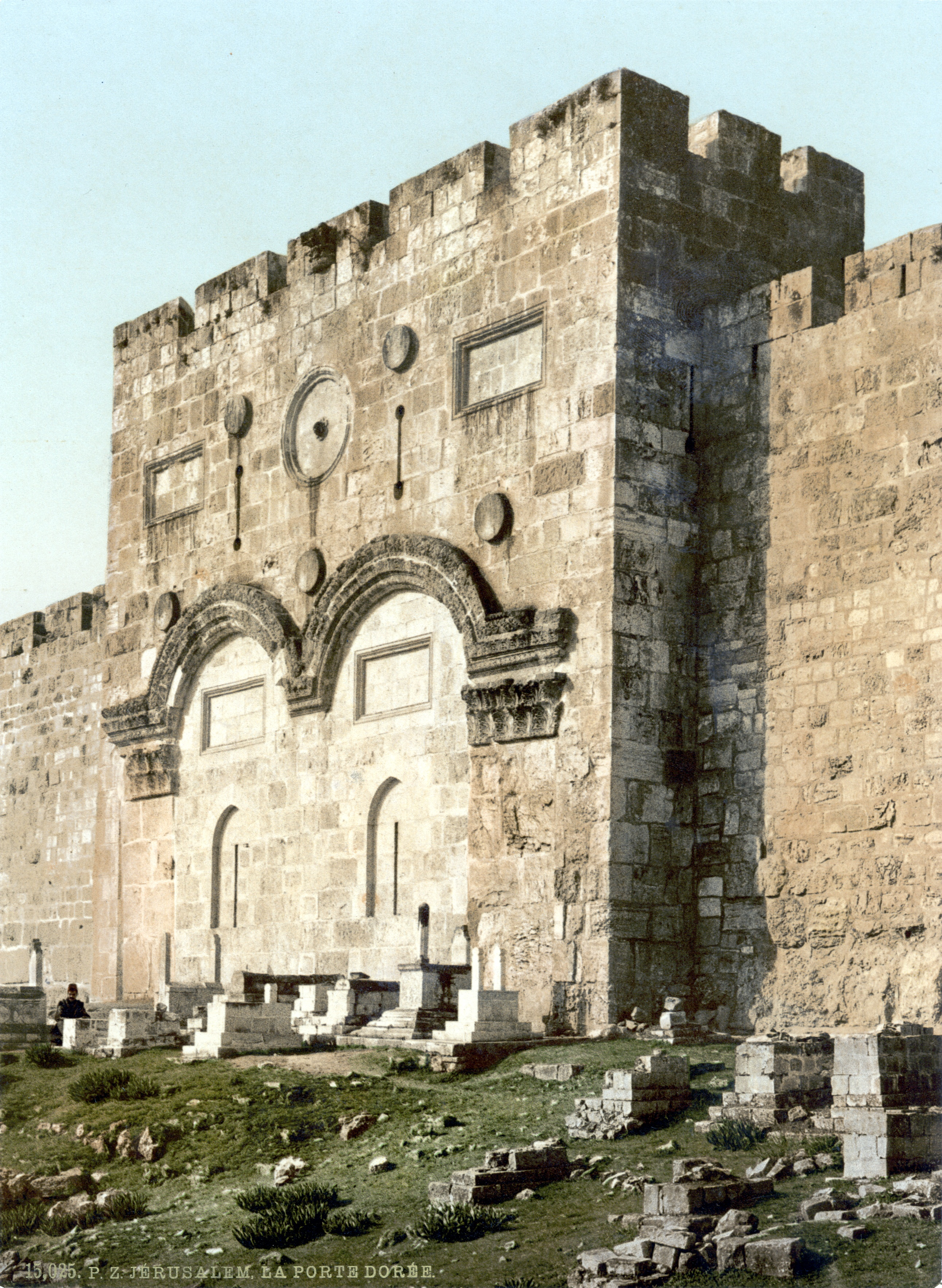
باب الرحمة عام 1890

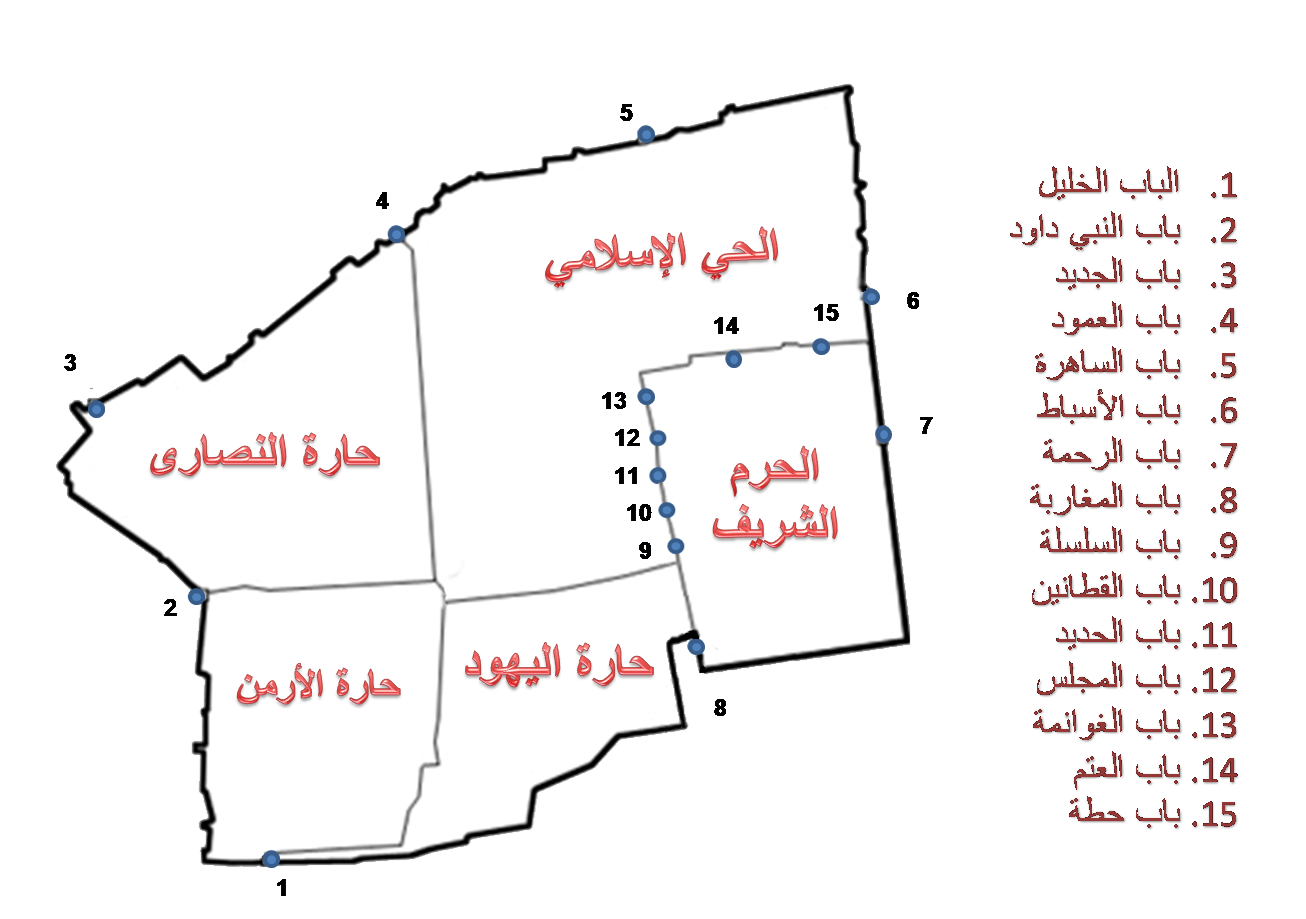
بوابات القدس وحرم المسجد الأقصى

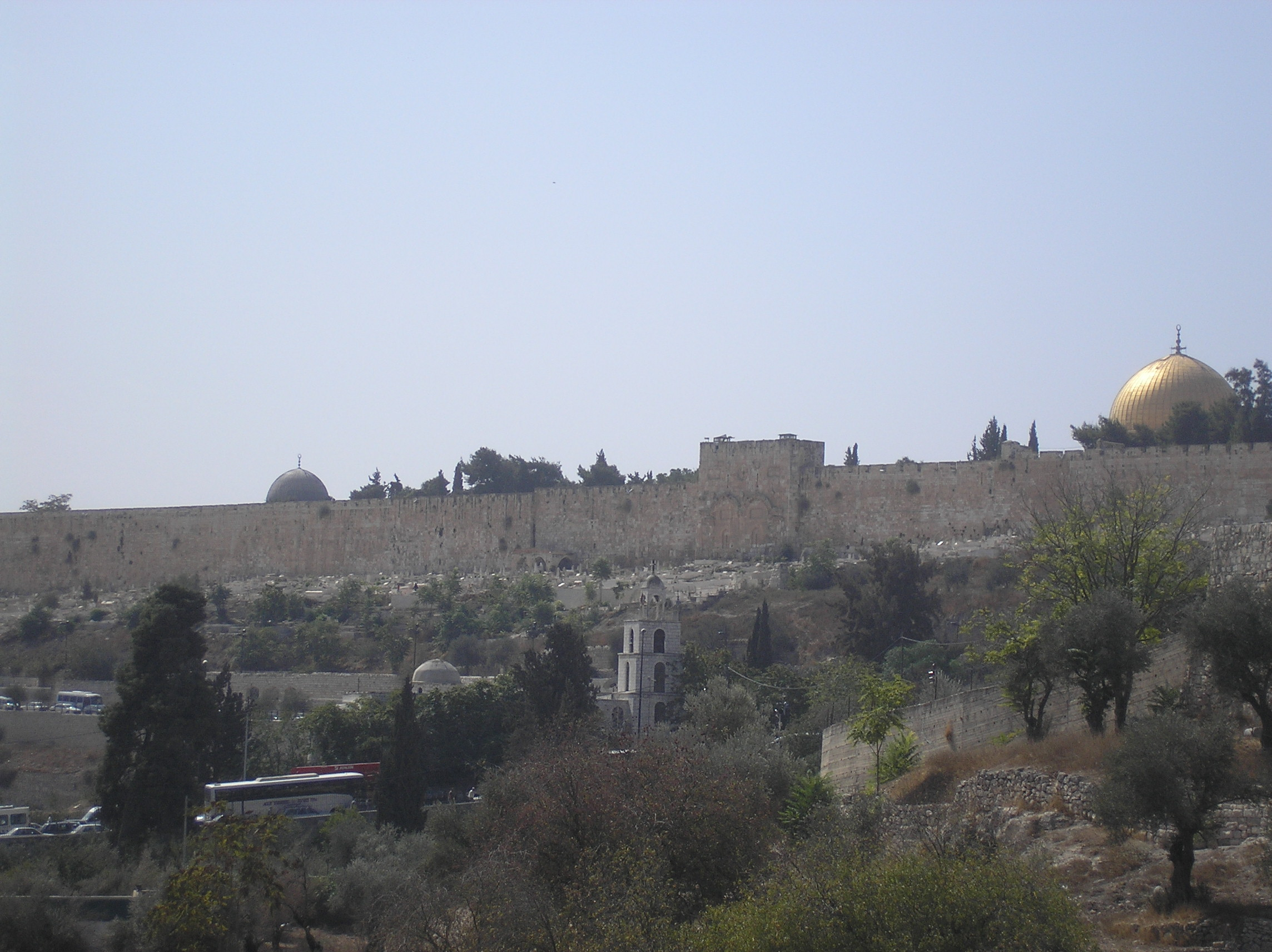
باب الرحمة في 2007

باب الرحمة وسمي هذا الباب لدى الأجانب بالباب «الذهبي» لبهائه ورونقه ويقع على بعد 200 م جنوبي باب الأسباط في الحائط الشرفي للسور ويعود هذا الباب إلى العصر الأموي، وهو باب مزدوج يعلوه قوسان ويؤدي إلى باحة مسقوفة بعقود ترتكز على أقواس قائمة فوق أعمدة كورنثينة ضخمة، وهو من أجمل أبواب المدينة، ويؤدي مباشرة إلى داخل المسجد الأقصى.
في التراث اليهودي، سيدخل المسيح القدس عبر هذه البوابة، قادمًا من جبل الزيتون. يعتقد المسيحيون والمسلمون عمومًا أن هذه كانت البوابة التي دخل يسوع من خلالها إلى القدس.

## أسماء أخرى
ولكل باب من هذين البابين اسم خاص به: باب الرحمة للجنوب، وباب التوبة للشمال. بالإضافة لاسم عربي آخر هو بوابة الحياة الأبدية.
إذا كانت البوابة الذهبية تحافظ على موقع بوابة شوشان، وهو مجرد افتراض بدون دليل أثري، فإن هذا سيجعلها أقدم البوابات الحالية في أسوار المدينة القديمة في القدس. ينسب التراث اليهودي والمسيحي بنائه إلى الملك سليمان،  ولكن لا يوجد دليل أثري أو تاريخي على كونه قديمًا. الاسم العبري الحديث للبوابة الذهبية هو 'Sha'ar HaRachamim'' (שער הרחמים)

## التاريخ

### التاريخ المبكر
تقع البوابة الذهبية في الثلث الشمالي للحائط الشرقي للحرم القدسي الشريف. تم بناء الجدار الشرقي المرئي الآن على أربع مراحل على الأقل، في عهد حزقيا، في زمن زربابل، في فترة الحشمونئيم، واشتهر في العصر الهيرودي. يُعتقد أن البوابة الذهبية الحالية قد بُنيت على أنقاض بوابة سابقة في الجدار الشرقي. يوجد قوس، على الأرجح لبوابة سابقة، أسفل المدخل المسدود للبوابة الذهبية.
يذكر مؤرخ القرن الأول، جوزيفوس، «البوابة الشرقية» في كتابه «آثار اليهود»، وأشار إلى حقيقة أن هذه البوابة كانت تعتبر في أقصى الشمال الشرقي من الفناء الداخلي المقدس. يذكر الميشناه جسرًا سابقًا خرج من جبل الهيكل شرقًا فوق وادي قدرون، ويمتد حتى جبل الزيتون. الحاخام اليعازر، معارضًا، قال إنه لم يكن جسرًا، بل أعمدة رخامية وضعت فوقها ألواح أرز، استخدمها رئيس الكهنة وحاشيته. هذه البوابة، المعروفة باسم بوابة شوشان، لم تستخدمها الجماهير لدخول الحرم القدسي، ولكنها كانت مخصصة فقط لرئيس الكهنة وكل من ساعده عند إخراج العجلة الحمراء أو كبش الفداء في يوم كيبور.

### البوابة الحالية
تاريخ بناء البوابة الذهبية الحالية غير معروف، حيث تمنع دائرة شؤون الأوقاف والمسجد الأقصى في القدس الأعمال الأثرية في الحرم القدسي. الغالبية العظمى من علماء القرن التاسع عشر وأوائل القرن العشرين مثل روبنسون وكوندر وبارتليت وفنسنت وهابيل وملكيور دي فوجيه وكريسويل قاموا بتأريخ البوابة إلى فترات مختلفة قبل العصر الإسلامي. في وقت لاحق، في ضوء تطوير البحث، تم تقديم حجج جديدة من قبل العديد من العلماء مثل هاملتون، وشارون، وبن دوف، وروزن أيالون، وتسافرير، وويلكينسون، بأن البوابة يجب أن تعود إلى القرنين السابع والثامن الميلاديين، إلى الأمويين. فترة. اليوم، يتم تبادل الآراء بين أواخر العصر البيزنطي وتاريخ الأموي المبكر.
وفقًا لبعض العلماء، تم بناء البوابة الحالية حوالي 520 م، خلال الفترة البيزنطية، كجزء من برنامج جستنيان الأول للبناء في القدس، فوق أنقاض البوابة السابقة في الجدار. تقول نظرية بديلة أنه تم بناؤه في الجزء الأخير من القرن السابع من قبل الحرفيين البيزنطيين الذين استخدمهم الخلفاء الأمويون.
توصل عالم الآثار الهولندي لين ريتمير، الذي استكشف البوابة في السبعينيات، إلى استنتاج مفاده أن البؤرتين الضخمتين المتجانستين اللتين شوهدتا داخل البوابة تنتمي إلى هيكل قديم للبوابة، يُعتقد أنها بوابة شوشان (المذكورة في مشناه ميدوت 1). : 3 باعتبارها البوابة الوحيدة في الحائط الشرقي)، وأنها تعود إلى فترة الهيكل الأول. كتب الفيلسوف موسى بن ميمون في كتابه قانون القانون اليهودي أنه خلال زمن الهيكل الثاني، "الشخص الذي يدخل من البوابة الشرقية لجبل الهيكل كان يسير على أرض مستوية حتى نهاية السور. من السور كان يصعد 12 درجة إلى دار النساء، وكان ارتفاع كل درجة نصف ذراع وسطحها نصف ذراع.

## الباب في الأعمال الفنية
يظهر الباب الذهبي في الرسومات التي كرست لرسم اللقاء بين يواكيم و حنة والدي السيدة مريم أم المسيح.

## اغلاق الباب
قد أغلق باب الرحمة، وقيل إن الذي أغلقه هو صلاح الدين الأيوبي دفاعاً عن المسجد أو لإدخال الزوار إلى الأسواق قبل الدخول إلى المسجد، وقيل إن العثمانيين هم الذين أغلقوه بسبب خرافة سرت بين الناس آنذاك، مآلها أن الفرنجة سيعودون ويحتلون مدينة القدس عن طريق هذا الباب.
في 13 يوليو 2020، أصدرت محكمة إسرائيلية قرارًا يقضي بإغلاق مصلى باب الرحمة. فيما أعلنت دائرة قاضي قضاة فلسطين والهيئة الإسلامية العليا ومجلس الأوقاف والشؤون الإسلامية ودار الإفتاء في القدس رفضها القرار.

## وصلات خارجية
- الموقع الإحداثي لباب الرحمة على ويكيمابيا